# あけぼの山公園
あけぼの山公園（あけぼのやまこうえん）は、千葉県柏市布施にある市立公園（風致公園)。敷地はあけぼの山公園とあけぼの山農業公園からなり、指定管理者による管理運営が行われている。指定管理者はあけぼの山はなやぎプロジェクト（代表者 株式会社日比谷花壇、構成団体 株式会社グリーバル、株式会社ランドフローラ）である。

## 概要
あけぼの山公園は、安らぎと余暇利用のために、美しい自然の風景と景観に浸り楽しむための公園として整備された。小高い丘となっている桜山は桜の名所として知られ、春先には花見客で賑わう。
その他に日本庭園の中心には本格的な茶室を設け、ハナショウブが咲く水生植物園も楽しめる。
また、あけぼの山農業公園は、農業技術、農業経営等の研修及び地域農業の振興を図りつつ、柏市民に自然や農業との触れ合うことで余暇活動の場を提供する施設として、柏市制施行40周年の年でもある1994（平成6年）に誕生した。公園のシンボルである風車と四季の花畑（チューリップ、ヒマワリ、コスモス）は、毎年来園者の目を楽しませている。
千葉県内では有数のチューリップの名所として有名であり、約15万本が植えられている。毎年4月中旬には、「チューリップフェスティバル」が行われる。
毎年10月中旬には「あけぼの山農業公園まつり」が行われる。
また、2021（令和3年）3月にはバーベキュー場がリニューアルし、テントのあるカフェでくつろいだり、砂場で遊びながら、バーベキューを楽しむことができるようになった。

### あけぼの山公園
広さ約5.9ヘクタール。
- さくら山（あけぼの山）
- 日本庭園
- 柏泉亭（）
- 竹林
- つばき園
- 芝桜園
- 小林一茶の俳句碑
- サイクル管理事務所
- 水生植物園

### あけぼの山農業公園

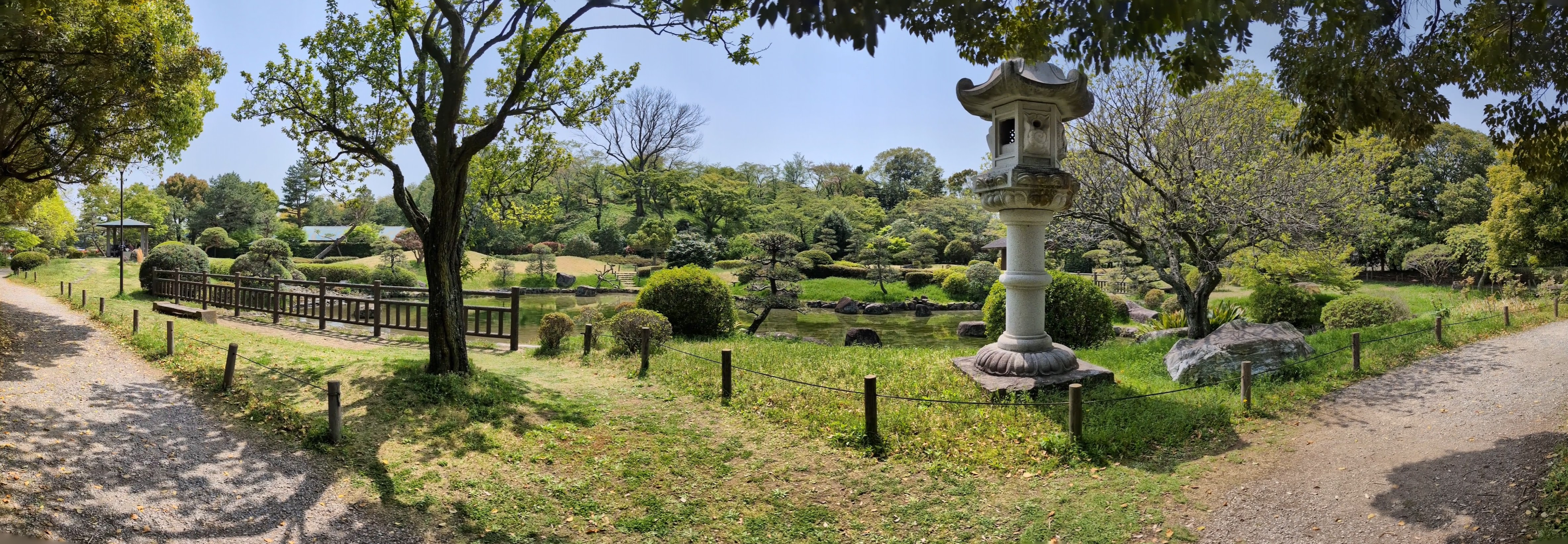
日本庭園（パノラマ写真）

広さ約18ヘクタール。
- 風車広場 - 季節に応じ、チューリップやコスモスなどが植えられる
- 芝生広場 - 柏レイソルの練習や下部組織の公式戦（ユース、ジュニアユース）、サッカー地域リーグなど各種球技の試合が行われることもある
- 利根サイクリング管理事務所（レンタサイクル）
- 果樹園
- 体験農園
- 市民農園
- 水稲農園
- 牧草地
- トマトハウス（農産物販売所）
- 冒険の森アスレチックコース
- バーベキューガーデン柏
- 加工実習館
- 展示温室
- ハーブ園
- 水生植物園
- 梅園四季の里

あけぼの山公園・あけぼの山農業公園
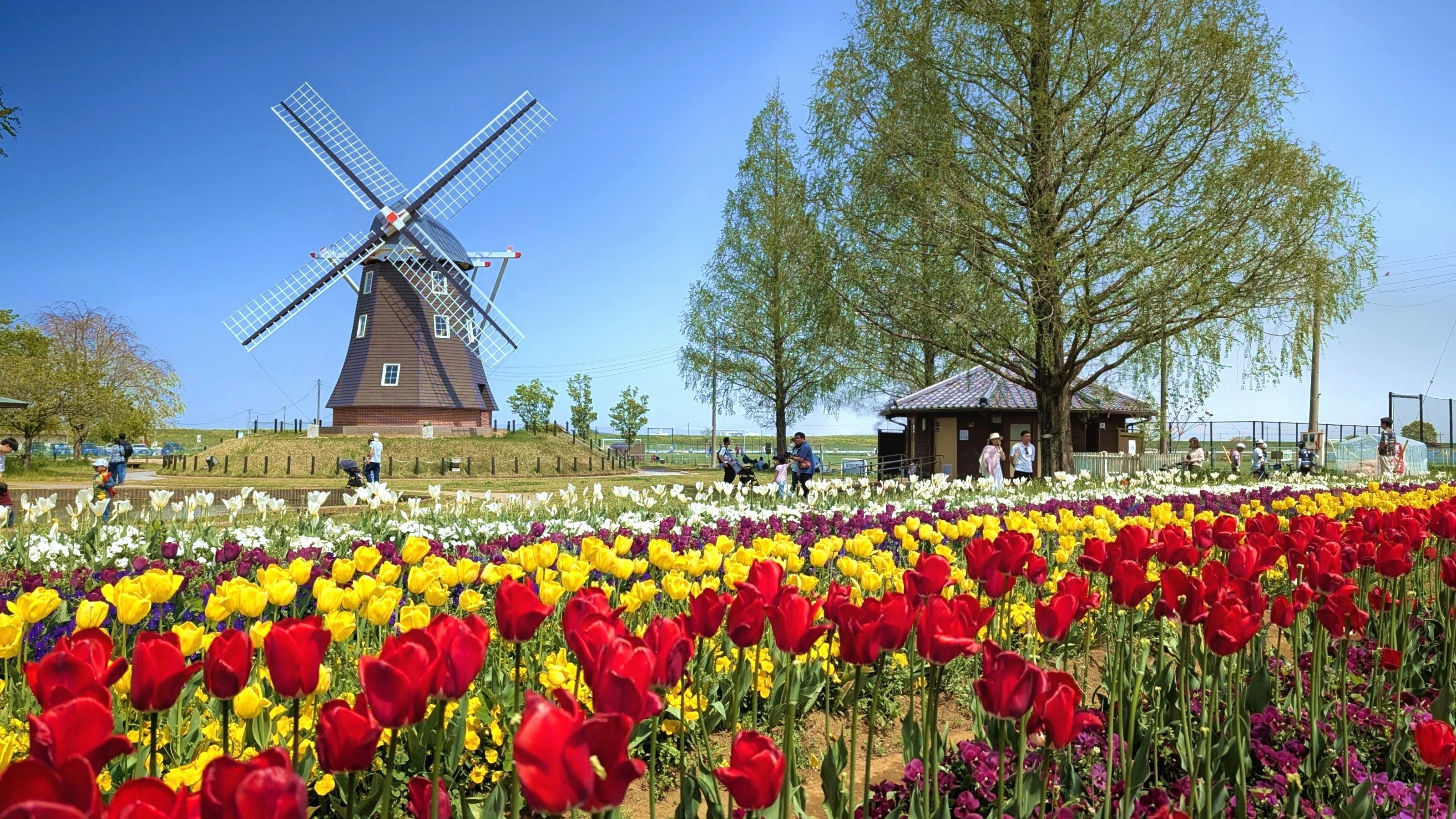
チューリップ畑と風車
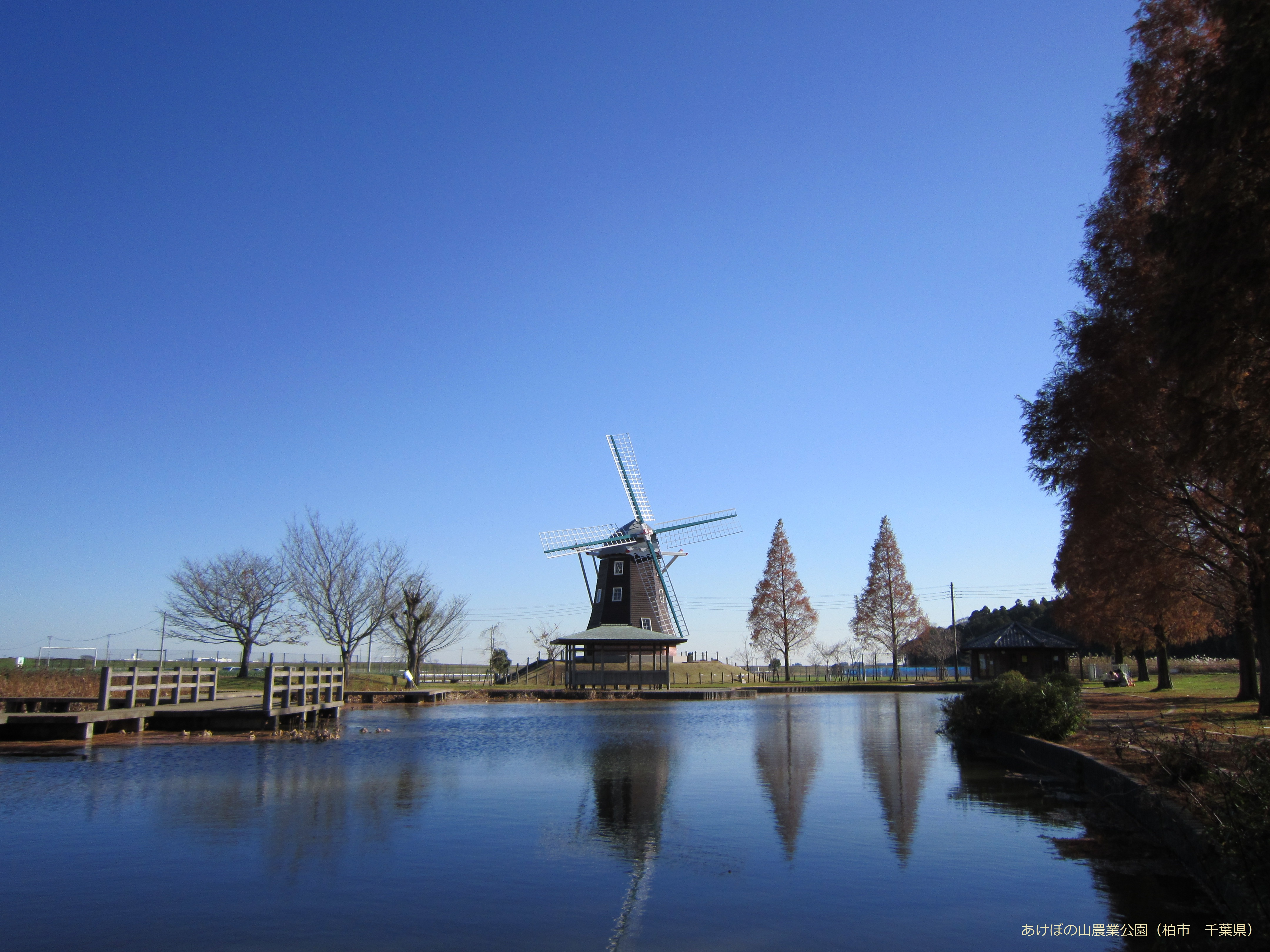
スイレン・ハス池と水車
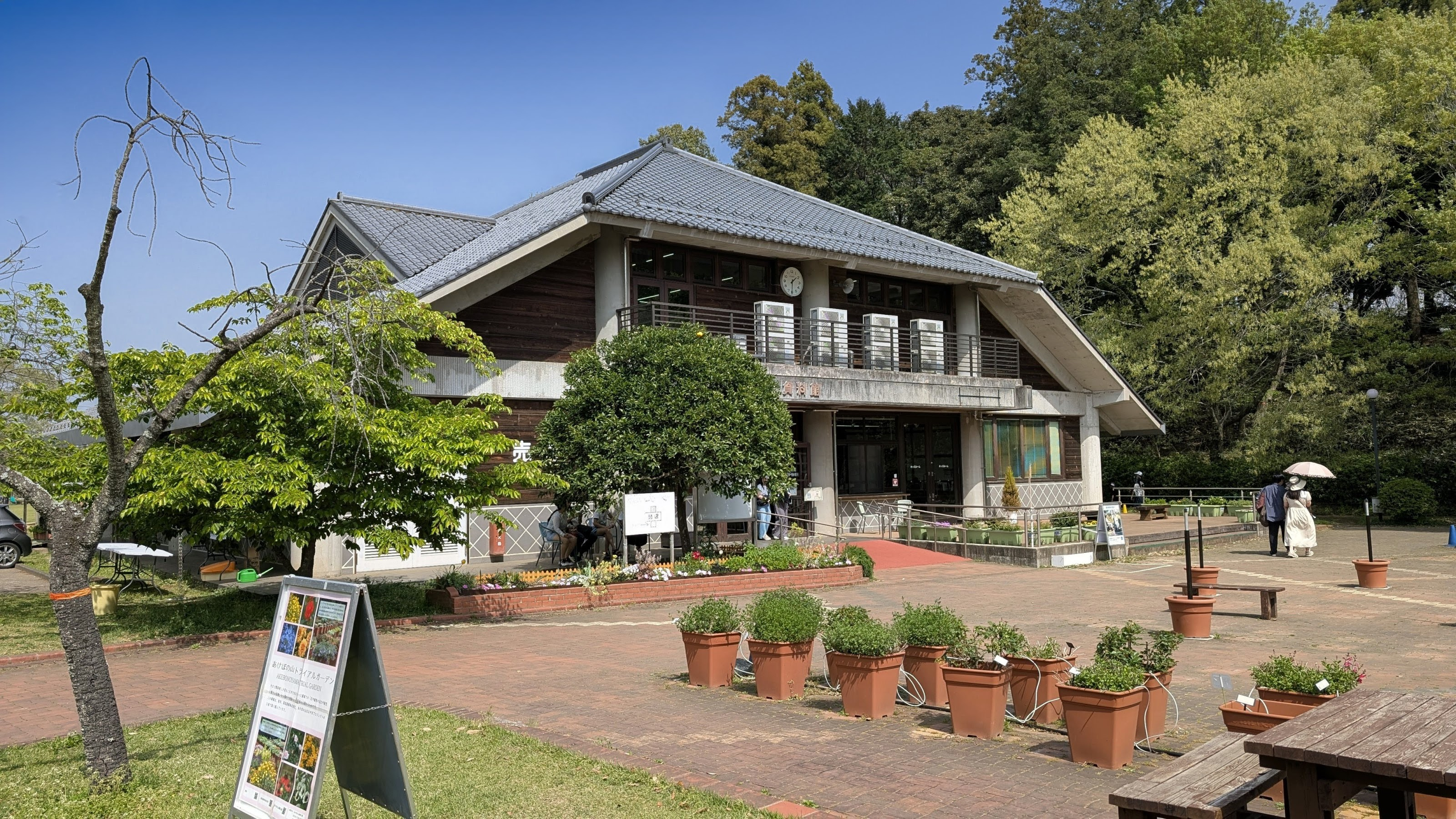
資料館(会議室)
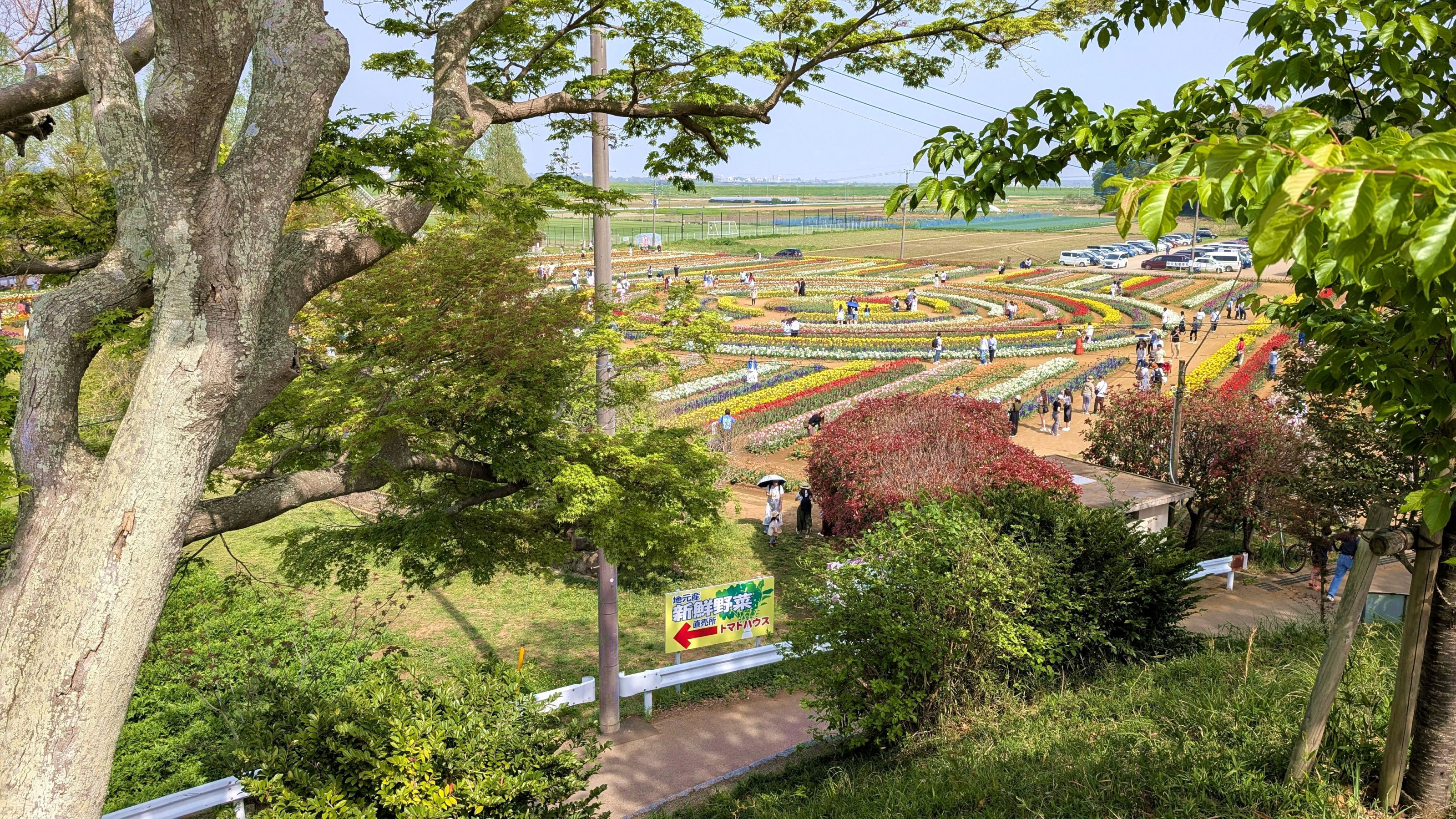
展望台横から農業公園を見下ろす
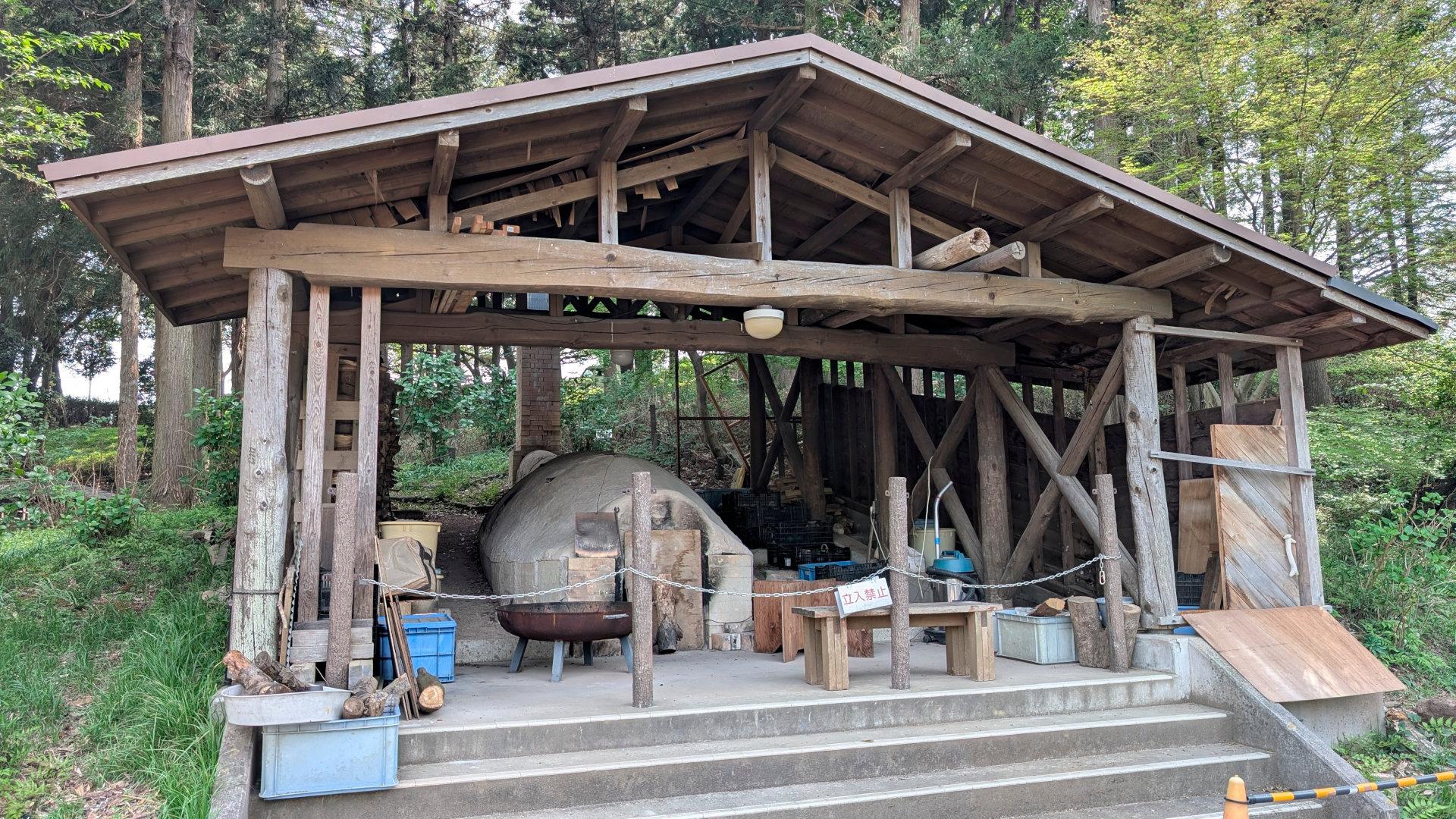
陶芸用の穴窯（あけぼの山陶芸教室）
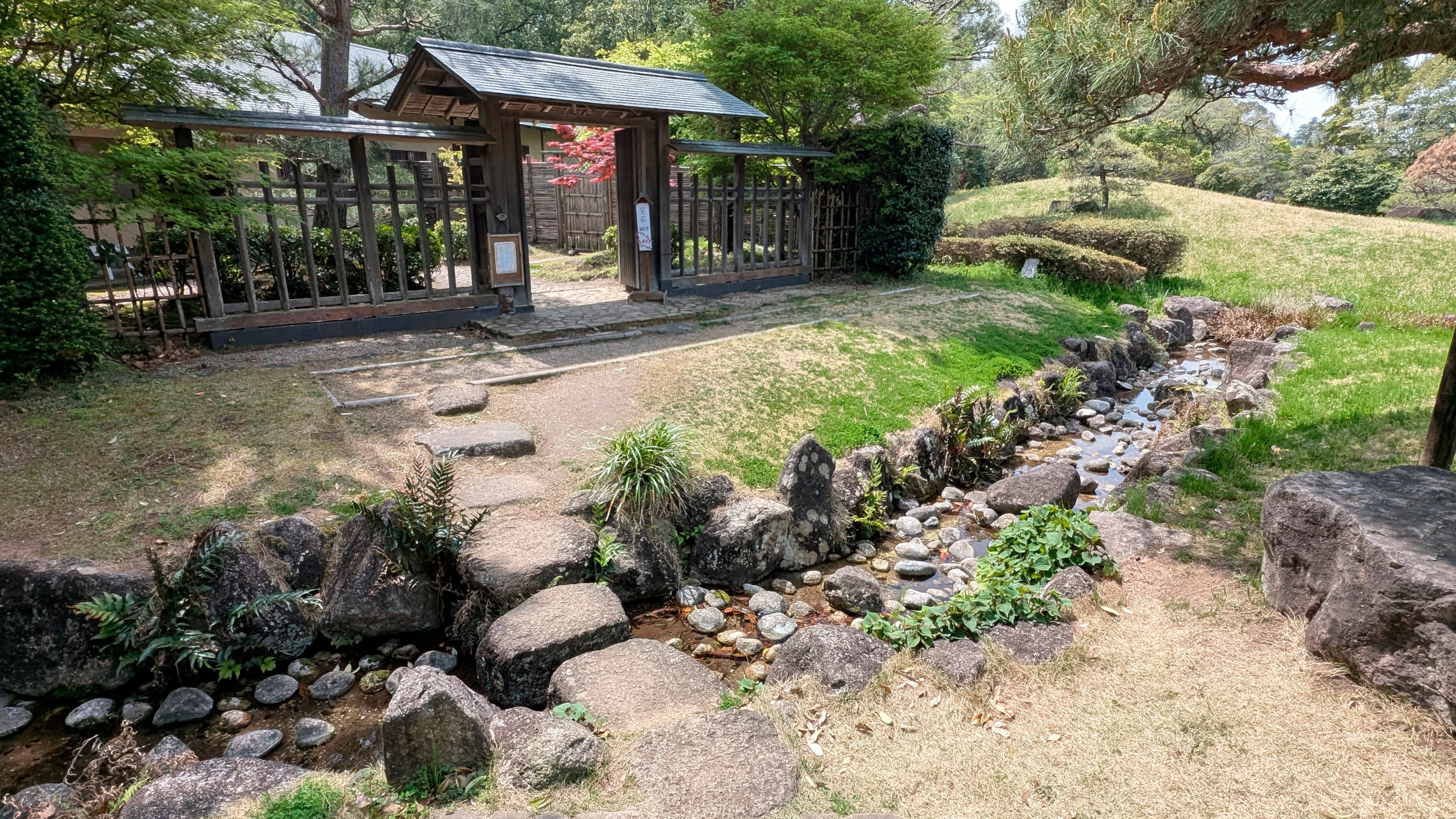
柏泉亭入り口
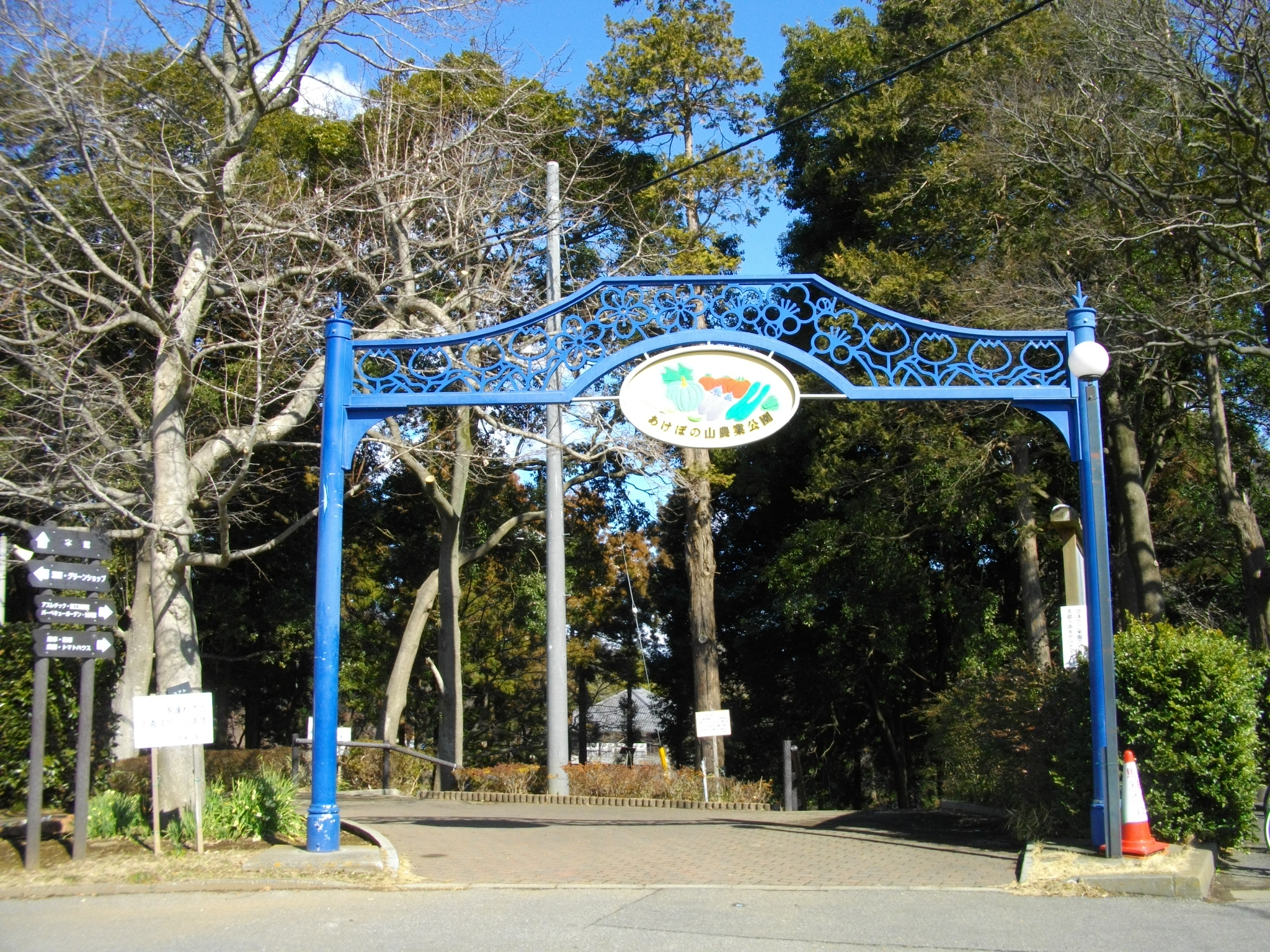
あけぼの山公園入口

- 日本庭園（パノラマ写真）

## 交通

### 公共交通
- JR東日本（常磐線・成田線）我孫子駅から阪東バス「あけぼの山農業公園」行きに乗車、終点「あけぼの山農業公園」下車、徒歩すぐ。
  - 「あけぼの山農業公園」バス停は公園敷地内（本館事務所付近）にあるため、開園時間（9:00 - 17:00）の間のみ乗り入れている。平日は1時間に1本、土休日は1時間に3本程度の運行。
  - 休園日・開園時間外や「あけぼの山農業公園」行きの本数が少ない時間帯は、「あけぼの山公園入口」行きに乗車、終点「あけぼの山公園入口」下車、徒歩7分。
- 柏駅（JR東日本常磐線・東武野田線）西口、北柏駅（JR東日本常磐線）北口（北柏駅入口バス停）から東武バス「あけぼの山農業公園」行きが2025年4月1日に新設されるが、柏駅西口発、あけぼの山農業公園発ともに12時台の1本のみとなっている。
- 「さくらまつり」「チューリップフェスティバル」「あけぼの山農業公園まつり」開催時には、柏駅西口から直通の臨時バスが運行される場合がある。

### 自動車
- 常磐自動車道「柏インターチェンジ」から、車で約30分。
- 駐車場
  - 水生植物園駐車場（一般用23台）
  - 日本庭園駐車場（一般用32台）
  - さくら山駐車場（一般用14台）
  - 本館駐車場（一般用95台、身体障害者用2台）
  - 布施弁財天駐車場（一般用68台、大型用4台）
  - 中央駐車場（一般用267台）

## 近隣

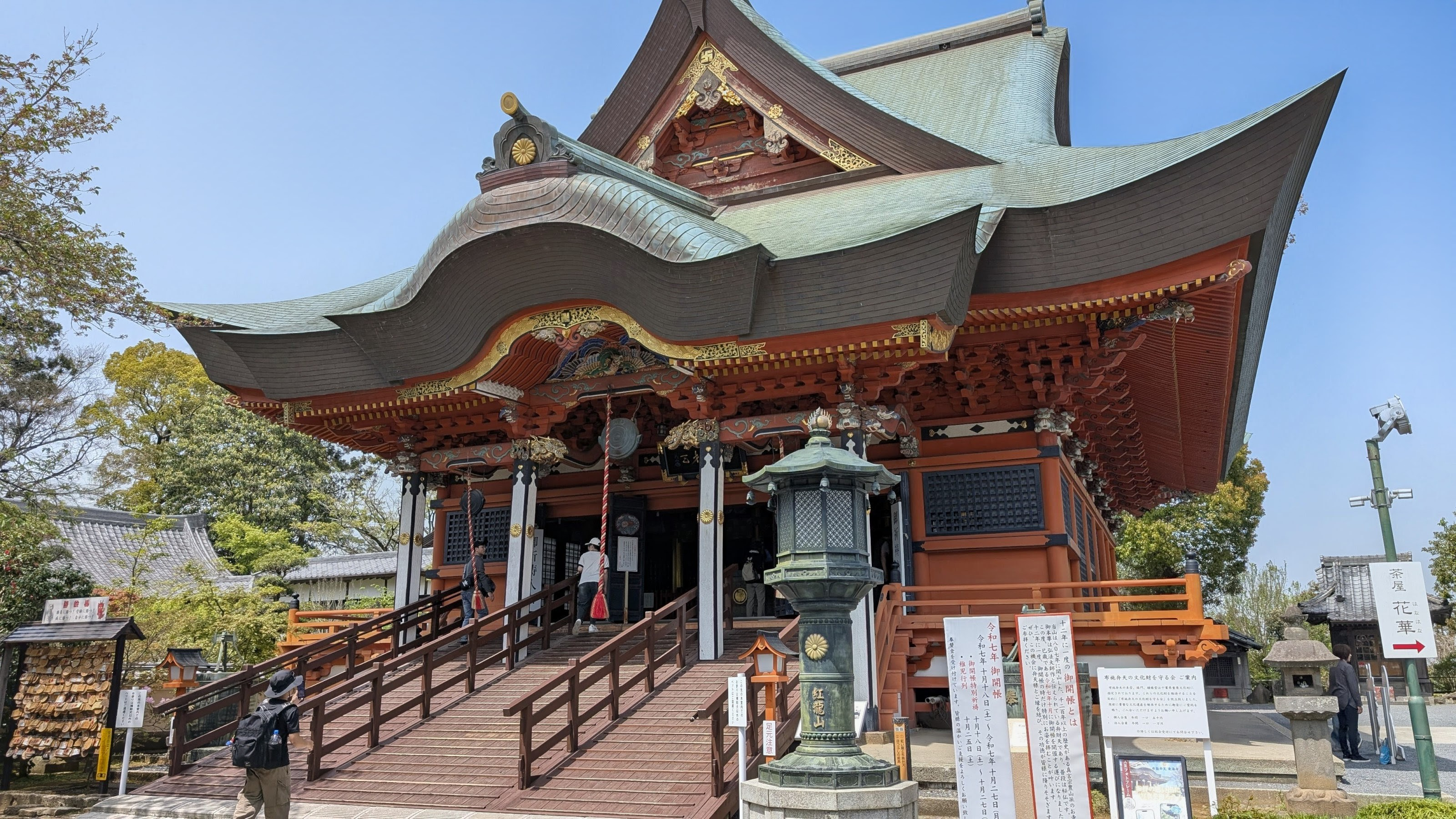
布施弁天本堂

あけぼの山農業公園には紅竜山東海寺（布施弁天）が隣接している。